# آلفرد آوفدنبلاتن
آلفرد آوفدِنبلاتِن (آلمانی: Alfred Aufdenblatten; ۱۲ نوامبر ۱۸۹۷ – ۱۵ ژوئن ۱۹۷۵) اسکی‌باز صحرانوردی اهل سوئیس بود.